# Mauritius na Letnich Igrzyskach Paraolimpijskich 2012
Mauritius na Letnich Igrzyskach Paraolimpijskich 2012 w Londynie reprezentowało 2 zawodników w 2 konkurencjach.
Dla reprezentacji Mauritiusa był to czwarty start w igrzyskach paraolimpijskich (poprzednio w 1996, 2004 i 2008). Dotychczas żaden zawodnik nie zdobył paraolimpijskiego medalu.

## Kadra

### Lekkoatletyka
Kobiety
| Zawodnik          | Konkurencja | Kwalifikacje      | Kwalifikacje      | Finał                   | Finał                   |
| Zawodnik          | Konkurencja | Wynik             | Pozycja           | Wynik                   | Pozycja                 |
| ----------------- | ----------- | ----------------- | ----------------- | ----------------------- | ----------------------- |
| Patricia Mustapha | 800m T54    | Zdyskwalifikowana | Zdyskwalifikowana | Nie zakwalifikowała się | Nie zakwalifikowała się |

### Pływanie
Mężczyźni
| Zawodnik     | Konkurencja       | Kwalifikacje | Kwalifikacje | Finał                  | Finał                  |
| Zawodnik     | Konkurencja       | Czas         | Pozycja      | Czas                   | Pozycja                |
| ------------ | ----------------- | ------------ | ------------ | ---------------------- | ---------------------- |
| Scody Victor | 50m st. wolnym S9 | 34.26        | 15           | Nie zakwalifikował się | Nie zakwalifikował się |